# Aurora (Missouri)
Aurora ist eine Stadt im Lawrence County im US-Bundesstaat Missouri. Die Stadt liegt etwa 50 km südwestlich von Springfield (Missouri). Nach der Volkszählung von 2020 hatte Aurora 9149 Einwohner.

## Geschichte
Die Stadt Aurora wurde 1870 von Stephen G. Elliott auf seinem Landbesitz geplant, als die Atlantic and Pacific Railroad ihre von Franklin bei St. Louis Richtung Südwesten führende Bahnstrecke durch das Gebiet errichtete. Berichten zufolge wurde der Ort nach Aurora benannt, der römischen Göttin der Morgenröte.
Im November 1885 wurde beim Graben eines Brunnens auf der Farm von Thomas D. Liles Galenit-Erz entdeckt, woraufhin sich Aurora zur Bergbaustadt entwickelte. Es wurde auch Zink und Blei abgebaut. Auroras Bevölkerung erreichte um 1900 mit 10.000 Einwohnern ihren Höhepunkt.
1876 wurde die Atlantic and Pacific Railroad in Missouri durch die neu gegründete St. Louis–San Francisco Railway (Frisco) übernommen, die 1980 ein Teil der Burlington Northern Railroad und 1995 in die BNSF Railway aufging. Die im Ost-West-Richtung durch Aurora führende Bahnstrecke von St. Louis Richtung Westen ist als Cherokee Subdivision eine bedeutende, intensiv für den Güterverkehr genutzte Hauptstrecke der BNSF.
Ab 1883 errichtete die Missouri Pacific Railroad bzw. deren Vorläufer White River Railway im Laufe von zwei Jahrzehnten eine Bahnstrecke von Kansas City südwärts nach Memphis, die in Aurora die Frisco-Strecke kreuzte. Seit 1992 wird diese für den regionalen Güterverkehr genutzte Strecke durch die Missouri & Northern Arkansas Railroad betrieben.

## Persönlichkeiten
- Arthur „Doc“ Barker (1899–1939), Mitglied der Barker-Karpis-Bande
- Fred Barker (1901–1935), Mitglied der Barker-Karpis-Bande
- Harvey Phillips (1929–2010), Musiker
- Don S. Davis (1942–2008), Schauspieler
- Isaac V. McPherson (1868–1931), US-amerikanischer Politiker